# Tolba (Niger)
Tolba (auch: Toléba) ist ein Dorf in der Landgemeinde Torodi in Niger.

## Geographie
Das von einem traditionellen Ortsvorsteher (chef traditionnel) geleitete Dorf befindet sich rund 23 Kilometer westlich des urbanen Zentrums von Torodi, des Hauptorts der gleichnamigen Landgemeinde und des gleichnamigen Departements Torodi, das zur Region Tillabéri gehört. Zu den Siedlungen in der näheren Umgebung von Tolba zählen Djayel im Nordosten, Magou im Osten, Marna im Südosten und Tombolé Pabalouri im Westen.
Tolba ist Teil der Übergangszone zwischen Sahel und Sudan. Die durchschnittliche jährliche Niederschlagsmenge beträgt hier zwischen 500 und 600 mm.

## Geschichte
Eine bewaffnete Gruppe setzte in der Nacht vom 13. auf den 14. Mai 2020 die Klassenräume der Schule in Tolba in Brand. Bereits zuvor hatte es andere terroristische Anschläge auf Schulen in der Region gegeben, so im Oktober 2019 in den Dörfern Bomanga und Kiki. Am 21. Februar 2021 wurde in Tolba ein Mann entführt. Nach entsprechenden Drohungen nichtstaatlicher bewaffneter Gruppen flüchteten am 18. Juni 2024 aus dem Dorf 315 Menschen aus 43 Haushalten in den Hauptort Torodi.

## Bevölkerung
Bei der Volkszählung 2012 hatte Tolba 511 Einwohner, die in 79 Haushalten lebten. Bei der Volkszählung 2001 betrug die Einwohnerzahl 537 in 57 Haushalten und bei der Volkszählung 1988 belief sich die Einwohnerzahl auf 748 in 79 Haushalten.

## Wirtschaft und Infrastruktur
Es wird ein Wochenmarkt im Dorf abgehalten. Der Markttag ist Mittwoch. Tolba liegt an einer markierten und gesicherten Transhumanz-Route, die über Boni nach Burkina Faso führt. Es gibt eine Schule im Dorf.
Bei Tolba verläuft die 90 Kilometer lange Route 646, eine einfache Piste, über die der Gemeindehauptort Torodi erreicht wird und die im Westen im Dorf Dogona Boborgou Saba endet.